# Liste der Gemeindeverbände im Département Ariège
Das Département Ariège liegt in der Region Okzitanien in Frankreich. Es untergliedert sich in acht Gemeindeverbände.
Siehe auch: Liste der Gemeinden im Département Ariège

## Gemeindeverbände

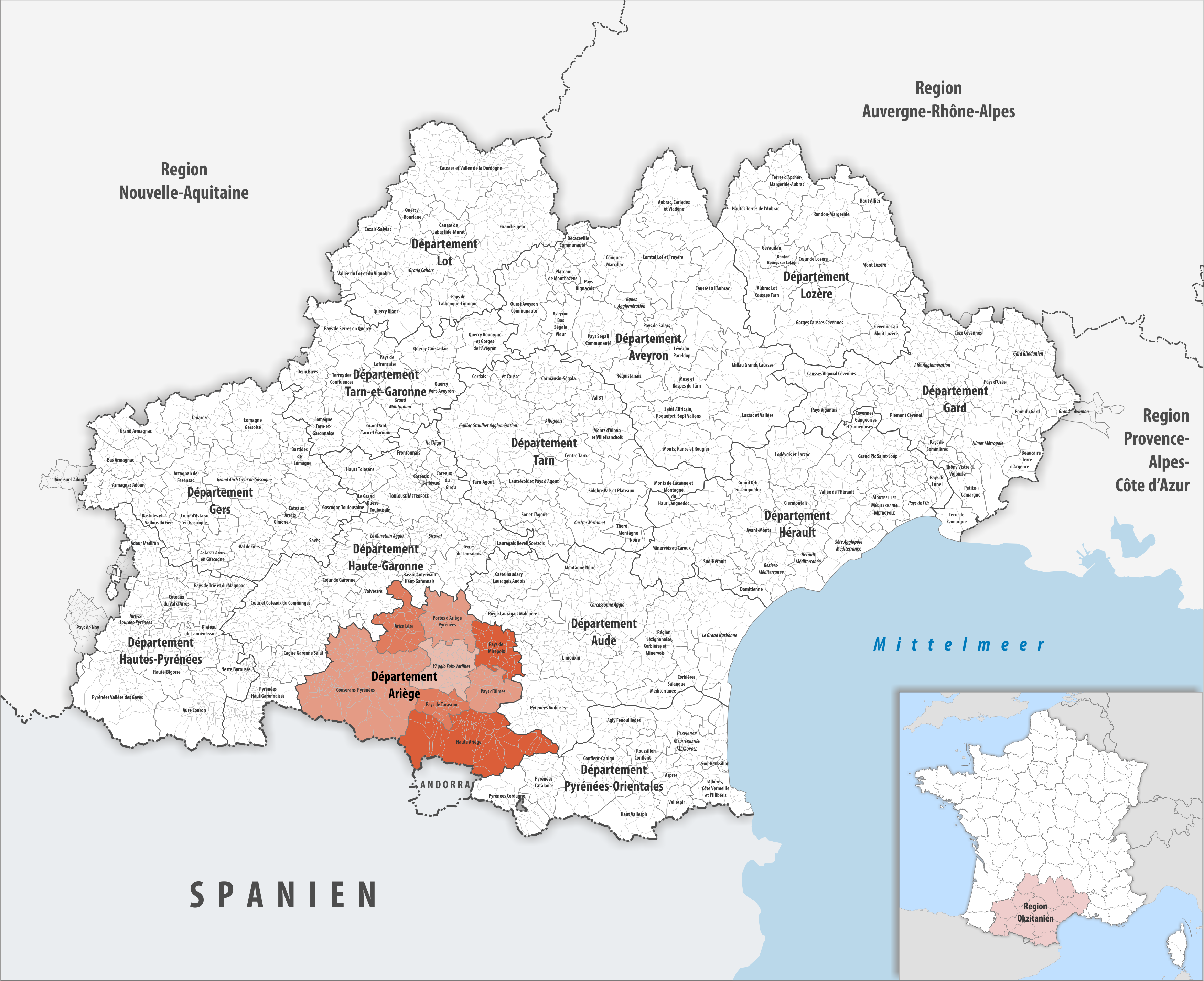
Gemeindeverbände im Département Ariège

| Gemeindeverband          | Gemeinden im Départ./Verband | Einwohner 1. Januar 2022 | Fläche km² | Dichte Einw./km² | SIREN- Nummer | Rechtsform                 | Gründungsdatum     |
| ------------------------ | ---------------------------- | ------------------------ | ---------- | ---------------- | ------------- | -------------------------- | ------------------ |
| Arize Lèze               | 27/27                        | 11.064                   | 380,52     | 29               | 200 066 223   | Communauté de communes     | 30. Oktober 2016   |
| Couserans-Pyrénées       | 94/94                        | 30.003                   | 1.638,74   | 18               | 200 067 940   | Communauté de communes     | 18. November 2016  |
| Haute Ariège             | 51/51                        | 7.149                    | 1.128,28   | 6                | 200 066 363   | Communauté de communes     | 16. September 2016 |
| L’Agglo Foix-Varilhes    | 42/42                        | 32.542                   | 443,78     | 73               | 200 067 791   | Communauté d’agglomération | 16. November 2016  |
| Pays de Mirepoix         | 33/33                        | 10.584                   | 333,75     | 32               | 200 044 469   | Communauté de communes     | 31. Dezember 2013  |
| Pays d’Olmes             | 24/24                        | 14.774                   | 327,97     | 45               | 240 900 464   | Communauté de communes     | 26. Dezember 1995  |
| Pays de Tarascon         | 20/20                        | 8.581                    | 221,75     | 39               | 240 900 431   | Communauté de communes     | 21. Juli 1994      |
| Portes d’Ariège Pyrénées | 34/34                        | 40.642                   | 415,13     | 98               | 200 066 231   | Communauté de communes     | 5. Oktober 2016    |